# Tokyo Zombie
Tokyo Zombie (japonés: 東京ゾンビ, Hepburn: Tōkyō Zonbi) es un manga escrito en 1999 por Yusaku Hanakuma. La publicación al castellano del mismo ha sido realizada por la editorial Autsaider Cómics en 2016. En 2005 se realiza la adaptación del mismo como película japonesa escrita y dirigida por Sakichi Sato y protagonizada por Tadanobu Asano, Show Aikawa, y Erika Okuda. La película fue estrenada en EE. UU., Reino Unido y Nueva Zelanda en 2009.

## Argumento
Fujio y Mitsuo son dos haraganes que trabajan en una fábrica de extintores. Ambos malgastan sus horas de recreo entrenando para cumplir sus sueños de ser campeones de jiu-jitsu. Un día, matan a su jefe por accidente y entierran su cuerpo en un vertedero tóxico con forma de montaña llamado el "Fuji Negro". A partir de ese momento las cosas empiezan a ponerse peliagudas cuando una horda de zombis surge de los cimientos del vertedero y comienzan a atacar a los vivos. Para sobrevivir, nuestros protagonistas tendrán que usar sus limitadas habilidades en el arte del jiu-jitsu. Eso, o pedir auxilio y escapar de Tokio.

## Reparto de la película
- Tadanobu Asano ...  Fujio
- Show Aikawa ...  Mitsuo
- Erika Okuda ...  Yoko
- Arata Furuta ...  Ishihara
- Kazuo Umezu ...  Akiyama / Prince
- Hina Matsuoka ...  Fumiyo
- Maria Takagi ...  hermana de Yocchan

## Recepción
En una lista de los "10 Mangas más grandes de Zombis", Jason Thompson de Anime News Network situó Tokyo Zombie en noveno puesto, diciendo de él que es un "bueno, divertido y ultraviolento entretenimiento".
Por su parte, Paul Gravett lo seleccionó como uno de esos cómics que hay que leer antes de morir.